# Ozoroa paniculosa
Ozoroa paniculosa – gatunek rośliny z rodziny nanerczowatych (Anacardiaceae). Występuje w Południowej Afryce, Eswatini, Mozambiku, Zimbabwe, Namibii i Angoli. Zasiedla sawanny i suche zadrzewienia. Roślina zimozielona lub półzimozielona. Toleruje przymrozki. Wymaga nasłonecznionych stanowisk o dobrze przepuszczalnej glebie. Do Czerwonej księgi gatunków zagrożonych IUCN wpisana ze statusem gatunku najmniejszej troski (LC).

## Morfologia

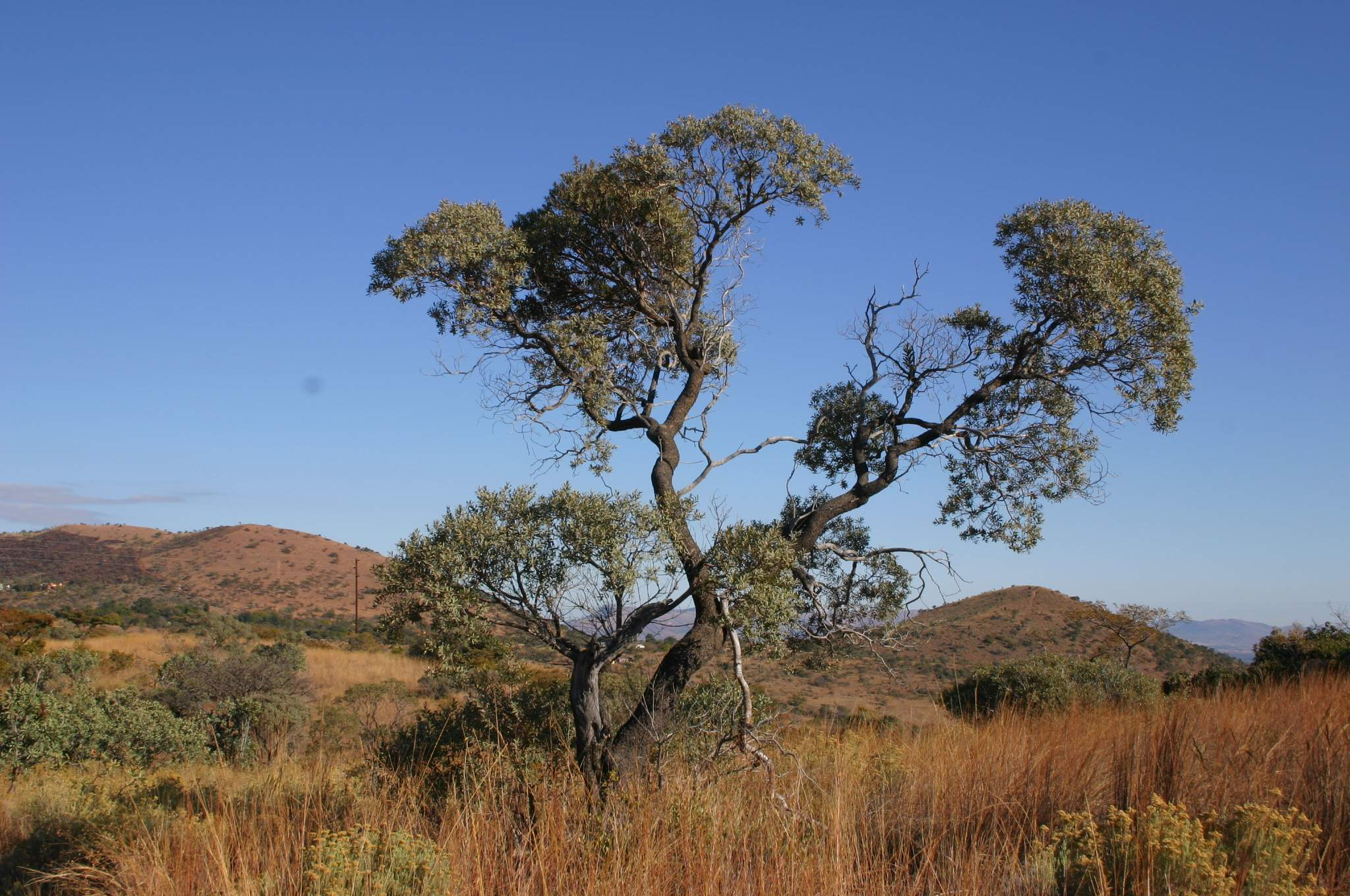
Pokrój

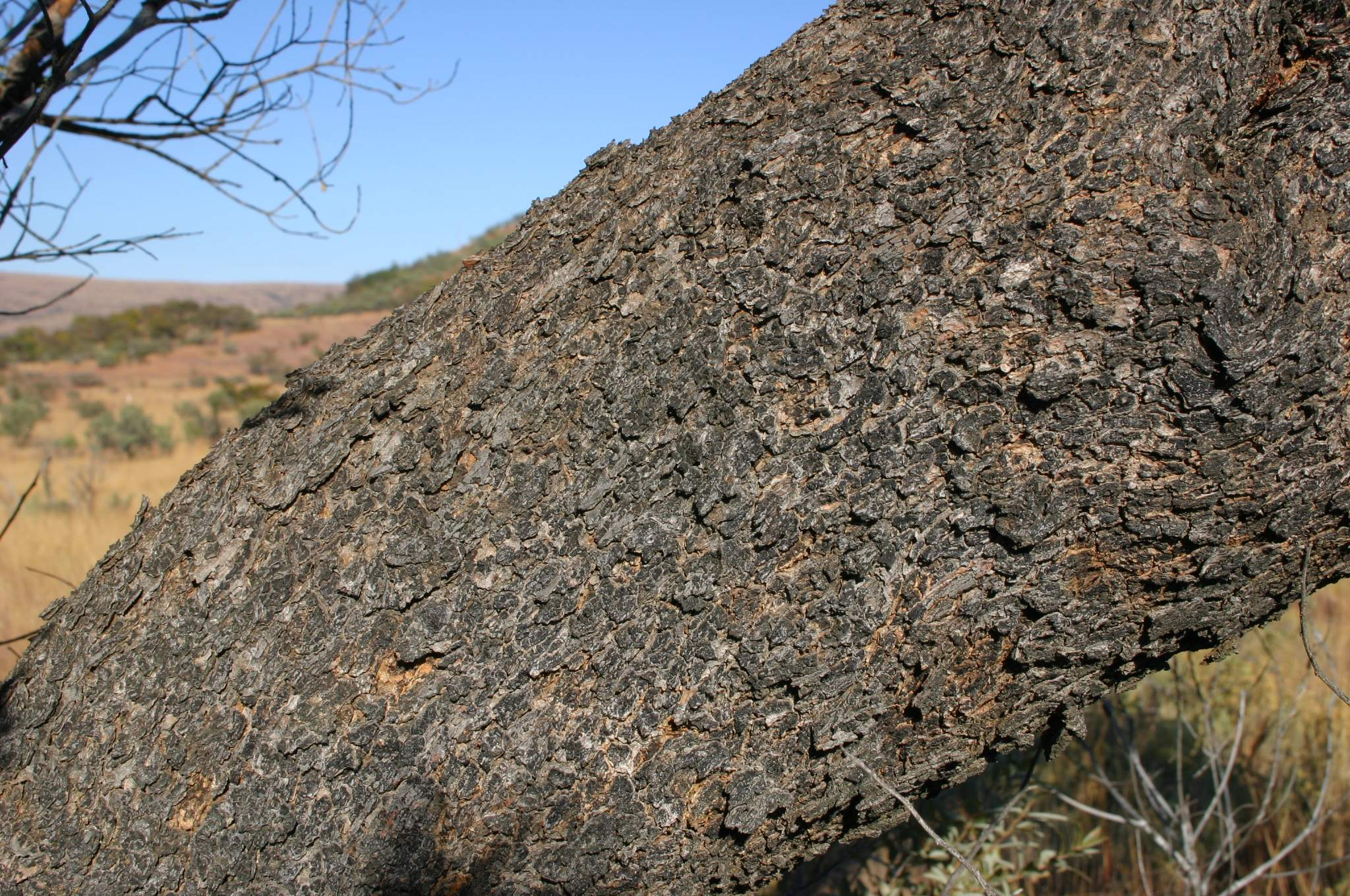
Kora

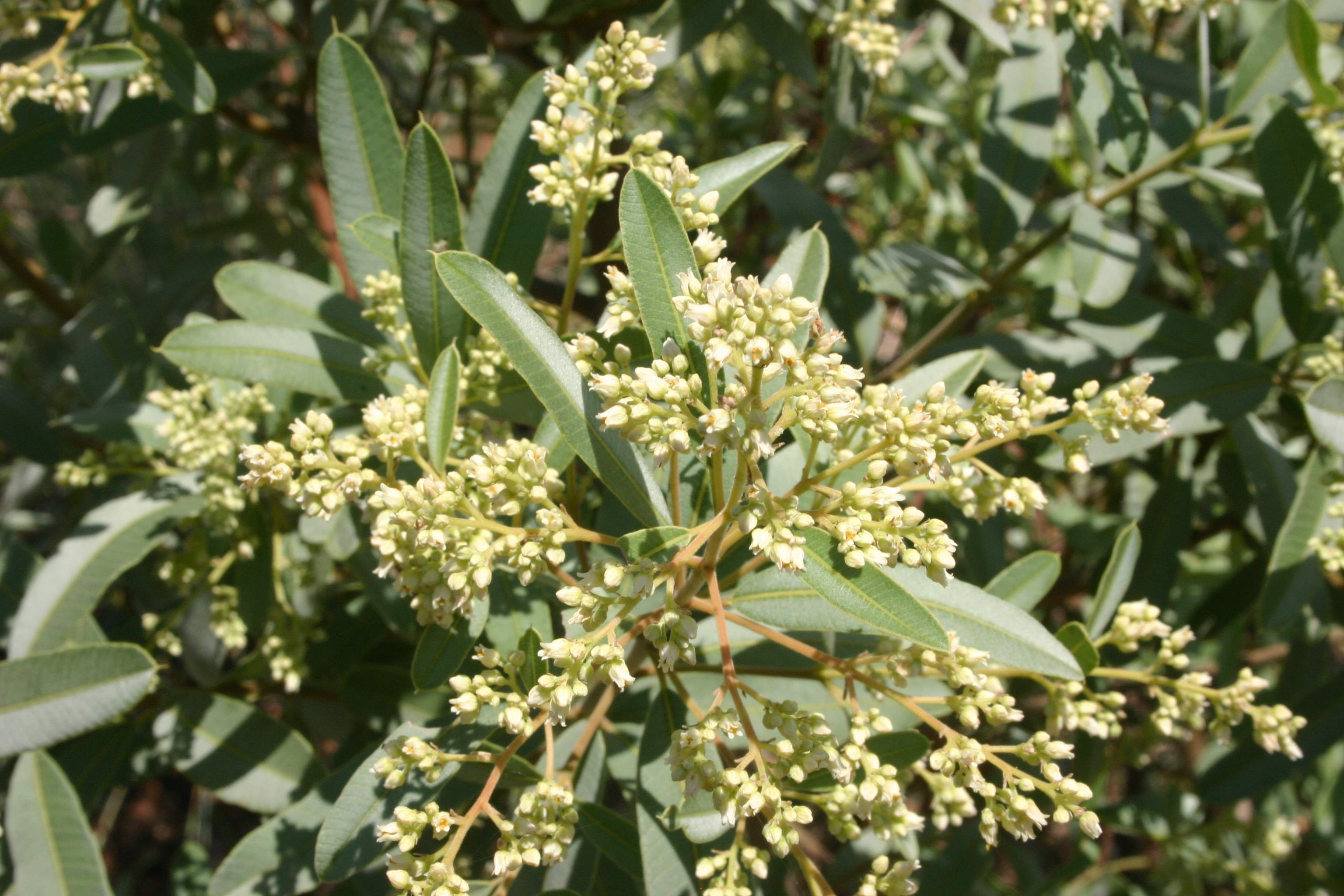
Kwiatostany

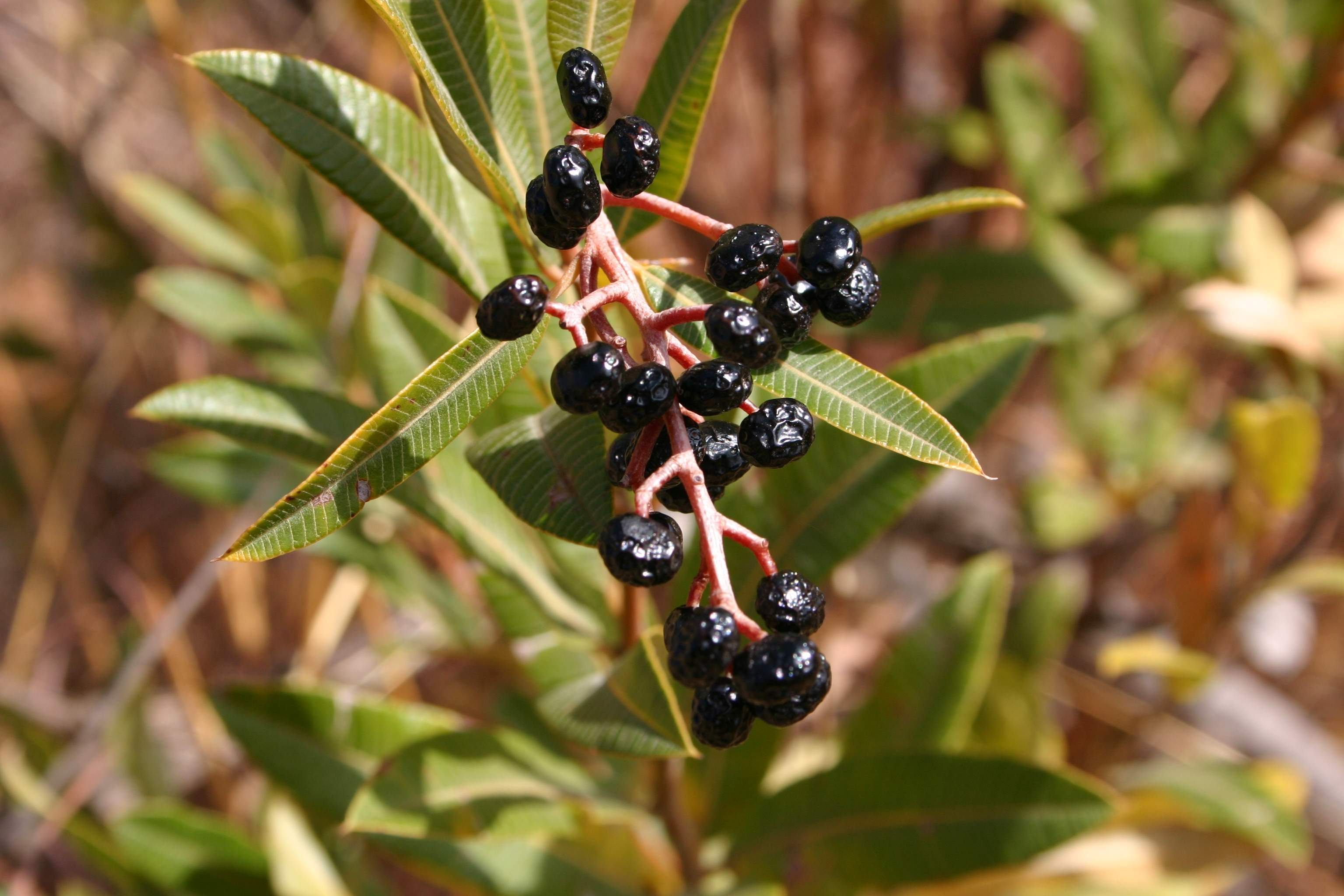
Owoce

PokrójSilnie rozgałęziający się krzew osiągający od 0,6 do 3 m wysokości lub niskie drzewo osiągające od 3 do 7 m wysokości. Gałęzie są okrągłe na przekroju, rudobrązowo zabarwione, za młodu krótko owłosione lub omszone, później nagie. Kora jest szara, z wiekiem pęka, stając się chropowatą.
LiścieUlistnienie jest gęste, naprzemianległe do prawie okółkowego (trzy liście w okółku). Blaszka liściowa jest cienka do prawie skórzastej, o wymiarach 2–12,5 × 0,6–3,8(5) cm, kształtu podługowatego lub eliptycznego, o wierzchołku tępym lub ściętym, czasem ostrym lub z ostrym wyrostkiem, ku nasadzie słabo zwężona, na brzegu nieco pogrubiona i kędzierzawo powyginana; wierzch liścia jest w całości jedwabiście owłosiony lub z takim owłosieniem tylko na nerwach, spód jest w całości porośnięty krótkim, przylegającym owłosieniem barwy białawej do jasnożółtej. Nerw główny jest z wierzchu wklęsły lub wyniesiony, od spodu zaś silnie uwydatniony. Nerwy boczne są wgłębione z wierzchu i nieco wyniesione na spodzie. Krótki ogonek liściowy osiąga od 0,3 do 1,2 cm długości i bywa od gęsto omszonego do całkiem nagiego. Młode liście są srebrzysto niebieskawozielone, starsze zaś ciemnozielone z wierzchu i srebrzyste na spodzie.
KwiatyRoślina dwupienna. Kwiaty zebrane są w umieszczone osiowo, na końcach pędu, zwykle luźne kwiatostany w formie wiechy o omszonych osi i odgałęzieniach. Działki kielicha są lancetowato-trójkątne, zaostrzone, długości od 2 do 2,25 mm, od zewnątrz omszone. Płatki korony są tępe z zaokrąglonymi i spłaszczonymi wierzchołkami, długości około 3 mm i szerokości około 1,5 mm, ubarwione kremowo-biało.
OwocePestkowce o zwartym, poprzecznie elipsowatym do nerkowatego kształcie, długości dochodzącej do 7 mm i szerokości dochodzącej do 11 mm. Początkowo są mięsiste i jasnozielone, zwykle z rudobrązowym nakrapianiem, dojrzewając stają się czarne z lekkim połyskiem.

## Ekologia

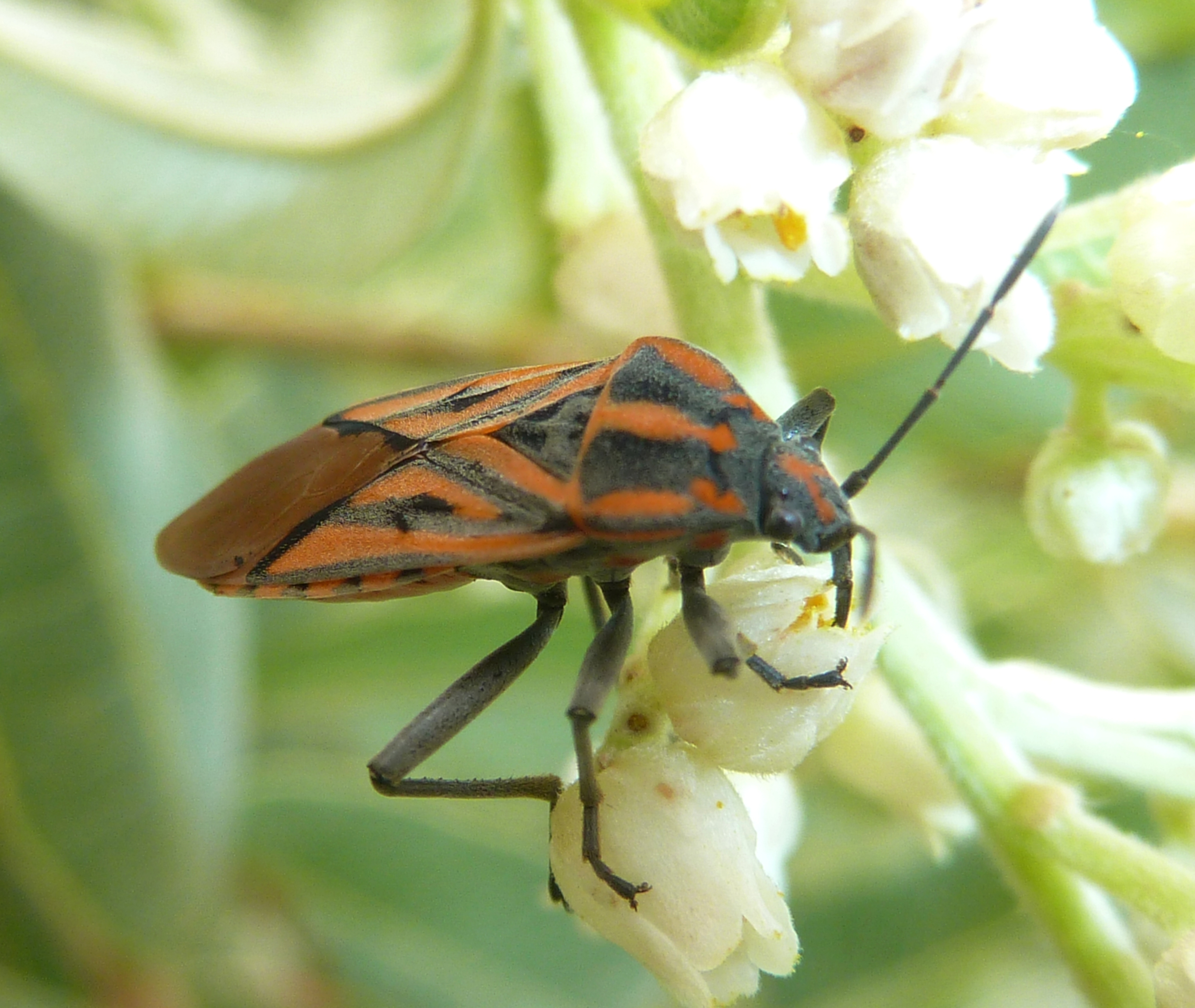
Pluskwiak Spilostethus rivularis na kwiatostanie

Jest to roślina wiecznie zielona lub półzimozielona. Rośnie na suchych sawannach i w suchych zadrzewieniach subtropikalnych, w tym w ekoregionie Niskiego Weldu. Często porasta zbocza wzgórz i skaliste stoki.
Roślinę tę zapylają rozmaite owady antofilne, w tym pszczoły, osowate i mrówki, licznie wabione zapachem kwiatów.
Spośród dużych roślinożerców na O. paniculosa żerują m.in. słonie afrykańskie i nosorożce czarne. Galasy na jej liściach indukują gąsienice motyla Leucoedemia ingens, dla którego jest jedyną znaną rośliną żywicielską. Żeruje na niej też koliszek Diaphorina zebrana. W okresie od listopada do stycznia zaobserwować można na jej gałęziach krasankowate, które jednak nie wyrządzają jej szkód.